# Мирный (Локтевский район)
Мирный — поселок в Локтевском районе Алтайского края. Входит в состав Кировского сельсовета.

## История
Основан как посёлок 1-го отделения совхоза «Локтевский».

## Население
| 1997 | 1998 | 1999 | 2000 | 2001 | 2002 | 2003 |
| ---- | ---- | ---- | ---- | ---- | ---- | ---- |
| 93   | ↘84  | ↘67  | ↗68  | ↘66  | ↗67  | ↘64  |
| 2004 | 2005 | 2006 | 2007 | 2008 | 2009 | 2010 |
| ↘57  | ↘51  | ↘42  | ↘38  | ↘32  | ↗34  | ↘7   |
| 2011 | 2012 | 2013 |      |      |      |      |
| ↗8   | ↘7   | ↘6   |      |      |      |      |